# Teatro Principal (Sancti Spíritus)
El Teatro Principal es el más importante teatro de la ciudad de Sancti Spíritus, en Cuba. 

## Historia
El Teatro Principal de Sancti Spíritus fue fuendado el 15 de julio de 1839. La edificación es de estilo Neoclásico. Ha sido uno de los más importantes escenarios en el centro del país desde mediados del siglo XIX. Es el teatro más antiguo de Cuba todavía en pie. 
Se encuentra ubicado en los límites del Río Yayabo, que corre por la ciudad, muy cerca de la Iglesia Parroquial Mayor. Se construyó entre 1838 y 1839, por iniciativa de un grupo entusiasta de vecinos cultos de la Villa del Espíritus Santo. Se construyó en sólo once meses. 
Fue transformado en un cuartel militar en 1869, a inicios de la Guerra de los Diez Años (1868-1878). Volvió a ser convertido en cuartel en la década de 1890, en el transcurso de la Guerra Necesaria (1895-1898). 
Su escenario mide 18 metros de ancho por 7 de fondo, con 4 cámaras, una negra y la otra azul, su telón de boca es azul prusia; que funciona al sistema español. Dispone también de un foso para la orquesta. 
En la parte trasera del escenario existen camerinos y uno de cambio rápido en un costado; en el segundo piso están situadas las cabinas para el control de las luces y el sonido. Existen además salas de prensa, de taller, de protocolo y de ensayo general.